# Bărăganul
Bărăganul è un comune della Romania di 3 430 abitanti, ubicato nel distretto di Brăila, nella regione storica della Muntenia.
Il comune è formato dall'unione di villaggi: